# Mistrzostwa Świata Juniorów w Hokeju na Lodzie 2023 (I Dywizja)
Mistrzostwa Świata Juniorów w Hokeju na Lodzie I dywizji 2023 odbyły się w dwóch państwach: w Norwegii (Asker) oraz w Polsce (Bytom). Zawody grup A oraz B rozegrane zostały w dniach 11–17 grudnia 2022 roku.
W mistrzostwach drugiej dywizji uczestniczyło 12 zespołów, które zostały podzielone na dwie grupy po 6 zespołów. Rozgrywały one mecze systemem każdy z każdym. Pierwsza drużyna turnieju grupy A awansuje do mistrzostw świata elity, ostatni zespół grupy A zagra w grupie B, zastępując zwycięzcę turnieju grupy B. Najsłabsza drużyna grupy B spadła do drugiej dywizji.
Hale, w których odbyły się zawody, to:
- Varner Arena (Asker)
- Bytom Arena (Bytom)

## Grupa A
Wyniki
| 11 grudnia 2022 | Węgry | 2:3 pd. | Dania | Varner Arena, Asker |

| Szczegóły      | Szczegóły                                   | Szczegóły            | Szczegóły                                                        | Szczegóły |
| -------------- | ------------------------------------------- | -------------------- | ---------------------------------------------------------------- | --- |
| Godzina: 13:00 | Z. Hadobás (PP) 26:28 G. Mihalik (EQ) 44:39 | (0:1, 1:0, 1:1, 0:1) | 04:42 (PP) V. Sand 56:32 (EQ) M. Andersen 62:43 (EQ) M. Andersen | Widzów: 110 Sędzia główny: Pierre Dehaen Christian Persson Sędziowie liniowi: Renārs Davidonis Christopher Williams |
| Godzina: 13:00 | 8 min. kar                                  |                      | 10 min. kar                                                      | Widzów: 110 Sędzia główny: Pierre Dehaen Christian Persson Sędziowie liniowi: Renārs Davidonis Christopher Williams |

| 11 grudnia 2022 | Słowenia | 0:4 | Norwegia | Varner Arena, Asker |

| Szczegóły      | Szczegóły   | Szczegóły       | Szczegóły                                                                                         | Szczegóły                                                                                      |
| -------------- | ----------- | --------------- | ------------------------------------------------------------------------------------------------- | ---------------------------------------------------------------------------------------------- |
| Godzina: 16:30 |             | (0:0, 0:2, 0:2) | 21:13 (EQ) K. Magnussen 27:09 (PP) P. Vesterheim 51:03 (PP) M. Bakke Olsen 51:52 (SH) O. Bakkevig | Widzów: 1750 Sędzia główny: Mark Pearce Jack Young Sędziowie liniowi: Tim Heffner Vincent Zede |
| Godzina: 16:30 | 14 min. kar |                 | 12 min. kar                                                                                       | Widzów: 1750 Sędzia główny: Mark Pearce Jack Young Sędziowie liniowi: Tim Heffner Vincent Zede |

| 11 grudnia 2022 | Francja | 2:0 | Kazachstan | Varner Arena, Asker |

| Szczegóły      | Szczegóły                                      | Szczegóły       | Szczegóły  | Szczegóły |
| -------------- | ---------------------------------------------- | --------------- | ---------- | --- |
| Godzina: 20:00 | M. Bachelet (PP) 00:56 E. Tavernier (PP) 43:28 | (1:0, 0:0, 1:0) |            | Widzów: 85 Sędzia główny: Niclas Lundsgaard Gregor Rezek Sędziowie liniowi: Christopher Dehn Herman Johansen |
| Godzina: 20:00 | 10 min. kar                                    |                 | 6 min. kar | Widzów: 85 Sędzia główny: Niclas Lundsgaard Gregor Rezek Sędziowie liniowi: Christopher Dehn Herman Johansen |

| 12 grudnia 2022 | Dania | 1:6 | Słowenia | Varner Arena, Asker |

| Szczegóły      | Szczegóły          | Szczegóły       | Szczegóły | Szczegóły                                                                                       |
| -------------- | ------------------ | --------------- | --- | ----------------------------------------------------------------------------------------------- |
| Godzina: 13:00 | V. Sand (EQ) 07:10 | (1:1, 0:3, 0:2) | 14:42 (EQ) N. Langus 21:34 (EQ) L. Gomboc 36:43 (EQ) J. Čosič 39:21 (EQ) M. Török 42:19 (SH) N. Langus 47:56 (EQ) M. Török | Widzów: 139 Sędzia główny: Daniel Soos Jack Young Sędziowie liniowi: Tim Heffner Davids Rozitis |
| Godzina: 13:00 | 18 min. kar        |                 | 10 min. kar | Widzów: 139 Sędzia główny: Daniel Soos Jack Young Sędziowie liniowi: Tim Heffner Davids Rozitis |

| 12 grudnia 2022 | Kazachstan | 3:2 | Węgry | Varner Arena, Asker |

| Szczegóły      | Szczegóły                                                         | Szczegóły       | Szczegóły                                   | Szczegóły                                                                                                   |
| -------------- | ----------------------------------------------------------------- | --------------- | ------------------------------------------- | --- |
| Godzina: 16:30 | D. Saparbek (EQ) 42:32 D. Cybin (EQ) 44:35 D. Kaiyrżan (EQ) 49:32 | (0:0, 0:2, 3:0) | 21:27 (PP) A. Mihalik 39:57 (PP) A. Mihalik | Widzów: 114 Sędzia główny: Pierre Dehaen Niclas Lundsgaard Sędziowie liniowi: Christopher Dehn Vincent Zede |
| Godzina: 16:30 | 8 min. kar                                                        |                 | 4 min. kar                                  | Widzów: 114 Sędzia główny: Pierre Dehaen Niclas Lundsgaard Sędziowie liniowi: Christopher Dehn Vincent Zede |

| 12 grudnia 2022 | Norwegia | 3:2 | Francja | Varner Arena, Asker |

| Szczegóły      | Szczegóły                                                                         | Szczegóły       | Szczegóły                                    | Szczegóły |
| -------------- | --------------------------------------------------------------------------------- | --------------- | -------------------------------------------- | --- |
| Godzina: 20:00 | I. Hansen (EQ) 13:20 M. Brandsegg-Nygard (EQ) 29:33 M. Bakke Olsen (EQ/ENG) 59:21 | (1:0, 1:1, 1:1) | 35:40 (EQ) J. Herve 59:31 (EQ/EA) P. Schmitt | Widzów: 954 Sędzia główny: Mark Pearce Gregor Rezek Sędziowie liniowi: Renārs Davidonis Christopher Williams |
| Godzina: 20:00 | 10 min. kar                                                                       |                 | 14 min. kar                                  | Widzów: 954 Sędzia główny: Mark Pearce Gregor Rezek Sędziowie liniowi: Renārs Davidonis Christopher Williams |

| 14 grudnia 2022 | Słowenia | 2:5 | Francja | Varner Arena, Asker |

| Szczegóły      | Szczegóły                                   | Szczegóły       | Szczegóły | Szczegóły                                                                                                  |
| -------------- | ------------------------------------------- | --------------- | --- | --- |
| Godzina: 13:00 | N. Brodnik (EQ) 05:18 N. Brodnik (EQ) 39:45 | (1:2, 1:2, 0:1) | 14:59 (EQ) E. Tavernier 16:48 (PP) E. Tavernier 20:48 (EQ) P. Siraudin 26:45 (EQ) E. Tavernier 47:54 (EQ) R. Chauvel | Widzów: 235 Sędzia główny: Niclas Lundsgaard Daniel Soos Sędziowie liniowi: Herman Johansen Davids Rozitis |
| Godzina: 13:00 | 35 min. kar                                 |                 | 6 min. kar | Widzów: 235 Sędzia główny: Niclas Lundsgaard Daniel Soos Sędziowie liniowi: Herman Johansen Davids Rozitis |

| 14 grudnia 2022 | Norwegia | 3:2 | Węgry | Varner Arena, Asker |

| Szczegóły      | Szczegóły                                                 | Szczegóły       | Szczegóły                               | Szczegóły                                                                                                   |
| -------------- | --------------------------------------------------------- | --------------- | --------------------------------------- | --- |
| Godzina: 16:30 | N. Steen (EQ) 34:39 S. Wold (PP) 44:02 S. Wold (EQ) 55:23 | (0:1, 1:0, 2:1) | 12:23 (EQ) T. Tóth 48:09 (PP) A. Fekete | Widzów: 850 Sędzia główny: Gregor Rezek Jack Young Sędziowie liniowi: Renārs Davidonis Christopher Williams |
| Godzina: 16:30 | 10 min. kar                                               |                 | 12 min. kar                             | Widzów: 850 Sędzia główny: Gregor Rezek Jack Young Sędziowie liniowi: Renārs Davidonis Christopher Williams |

| 14 grudnia 2022 | Kazachstan | 4:0 | Dania | Varner Arena, Asker |

| Szczegóły      | Szczegóły                                                                             | Szczegóły       | Szczegóły   | Szczegóły                                                                                            |
| -------------- | ------------------------------------------------------------------------------------- | --------------- | ----------- | --- |
| Godzina: 20:00 | R. Jermak (EQ) 06:28 W. Łogwin (EQ) 38:18 D. Kaiyrżan (SH) 39:32 W. Łogwin (EQ) 52:23 | (1:0, 2:0, 1:0) |             | Widzów: 156 Sędzia główny: Mark Pearce Christian Persson Sędziowie liniowi: Tim Heffner Vincent Zede |
| Godzina: 20:00 | 2 min. kar                                                                            |                 | 29 min. kar | Widzów: 156 Sędzia główny: Mark Pearce Christian Persson Sędziowie liniowi: Tim Heffner Vincent Zede |

| 15 grudnia 2022 | Francja | 4:5 pk. | Węgry | Varner Arena, Asker |

| Szczegóły      | Szczegóły                                                                            | Szczegóły                 | Szczegóły | Szczegóły |
| -------------- | ------------------------------------------------------------------------------------ | ------------------------- | --- | --- |
| Godzina: 13:00 | T. Perret (EQ) 03:32 I. Djemel (EQ) 09:58 M. Bachelet (PP) 27:10 E. Carry (PP) 31:14 | (2:2, 2:0, 0:2, 0:0, 0:1) | 07:38 (PP) B. Varga 19:55 (EQ) B. Horváth 41:50 (PP) B. Horváth 43:37 (PP2) B. Horváth 65:00 (GWG) Z. Hadobas | Widzów: 137 Sędzia główny: Niclas Lundsgaard Christian Persson Sędziowie liniowi: Christopher Dehn Davids Rozitis |
| Godzina: 13:00 | 10 min. kar                                                                          |                           | 4 min. kar | Widzów: 137 Sędzia główny: Niclas Lundsgaard Christian Persson Sędziowie liniowi: Christopher Dehn Davids Rozitis |

| 15 grudnia 2022 | Kazachstan | 4:2 | Słowenia | Varner Arena, Asker |

| Szczegóły      | Szczegóły                                                                          | Szczegóły       | Szczegóły                                    | Szczegóły                                                                                               |
| -------------- | ---------------------------------------------------------------------------------- | --------------- | -------------------------------------------- | --- |
| Godzina: 16:30 | R. Jermak (EQ) 01:12 D. Cybin (EQ) 17:35 R. Jermak (PP) 24:29 W. Łogwin (EQ) 47:56 | (2:0, 1:1, 1:1) | 27:31 (EQ) U. Podrekar 42:01 (EQ) L. Slivnik | Widzów: 139 Sędzia główny: Pierre Dehaen Jack Young Sędziowie liniowi: Renārs Davidonis Herman Johansen |
| Godzina: 16:30 | 4 min. kar                                                                         |                 | 4 min. kar                                   | Widzów: 139 Sędzia główny: Pierre Dehaen Jack Young Sędziowie liniowi: Renārs Davidonis Herman Johansen |

| 15 grudnia 2022 | Dania | 1:4 | Norwegia | Varner Arena, Asker |

| Szczegóły      | Szczegóły             | Szczegóły       | Szczegóły                                                                                              | Szczegóły                                                                                               |
| -------------- | --------------------- | --------------- | --- | --- |
| Godzina: 20:00 | O. Mølgård (EQ) 55:32 | (0:2, 0:1, 1:1) | 09:29 (PP) L. J. Halmrast 15:11 (EQ) L. J. Halmrast 26:00 (EQ) O. Bakkevig 58:31 (EQ/ENG) D. Ås-Larsen | Widzów: 1498 Sędzia główny: Mark Pearce Daniel Soos Sędziowie liniowi: Tim Heffner Christopher Williams |
| Godzina: 20:00 | 8 min. kar            |                 | 4 min. kar                                                                                             | Widzów: 1498 Sędzia główny: Mark Pearce Daniel Soos Sędziowie liniowi: Tim Heffner Christopher Williams |

| 17 grudnia 2022 | Węgry | 7:5 | Słowenia | Varner Arena, Asker |

| Szczegóły      | Szczegóły | Szczegóły       | Szczegóły | Szczegóły |
| -------------- | --- | --------------- | --- | --- |
| Godzina: 13:00 | B. Horváth (EQ) 13:27 T. Tóth (EQ) 31:35 B. Varga (EQ) 32:08 B. Varga (EQ) 35:11 M. Nemes (EQ) 40:24 B. Dobos (EQ) 50:30 A. Fekete (EQ/ENG) 59:02 | (1:2, 3:1, 3:2) | 18:01 (EQ/EA) I. Fingust 18:15 (EQ) M. Beričič 31:00 (EQ) T. Smolnikar 40:29 (EQ) M. Mahkovec 53:28 (EQ) N. Brodnik | Widzów: 90 Sędzia główny: Pierre Dehaen Christian Persson Sędziowie liniowi: Herman Johansen Christopher Williams |
| Godzina: 13:00 | 4 min. kar |                 | 2 min. kar | Widzów: 90 Sędzia główny: Pierre Dehaen Christian Persson Sędziowie liniowi: Herman Johansen Christopher Williams |

| 17 grudnia 2022 | Dania | 4:3 | Francja | Varner Arena, Asker |

| Szczegóły      | Szczegóły                                                                               | Szczegóły       | Szczegóły                                                         | Szczegóły                                                                                            |
| -------------- | --------------------------------------------------------------------------------------- | --------------- | ----------------------------------------------------------------- | --- |
| Godzina: 16:30 | V. Nielsen (EQ) 15:32 A. Nielsson (EQ) 20:50 A. Schioldan (PP) 54:50 V. Sand (EQ) 55:19 | (1:1, 1:1, 2:1) | 02:04 (EQ) S. Boiteau 24:38 (PP) T. Perret 46:44 (EQ) P. Nassivet | Widzów: 124 Sędzia główny: Gregor Rezek Daniel Soos Sędziowie liniowi: Christopher Dehn Vincent Zede |
| Godzina: 16:30 | 12 min. kar                                                                             |                 | 10 min. kar                                                       | Widzów: 124 Sędzia główny: Gregor Rezek Daniel Soos Sędziowie liniowi: Christopher Dehn Vincent Zede |

| 17 grudnia 2022 | Norwegia | 5:3 | Kazachstan | Varner Arena, Asker |

| Szczegóły      | Szczegóły | Szczegóły       | Szczegóły                                                     | Szczegóły                                                                                        |
| -------------- | --- | --------------- | ------------------------------------------------------------- | ------------------------------------------------------------------------------------------------ |
| Godzina: 20:00 | P. Vesterheim (EQ) 14:44 G. Koch (PP) 22:31 L. J. Halmrast (PP) 30:53 M. Brandsegg-Nygard (EQ) 35:50 I. Hansen (EQ) 52:34 | (1:0, 3:2, 1:1) | 31:43 (EQ) A. Nurłan 36:21 (EQ) D. Cybin 55:21 (PP) R. Jermak | Widzów: 1404 Sędzia główny: Mark Pearce Jack Young Sędziowie liniowi: Tim Heffner Davids Rozitis |
| Godzina: 20:00 | 10 min. kar |                 | 10 min. kar                                                   | Widzów: 1404 Sędzia główny: Mark Pearce Jack Young Sędziowie liniowi: Tim Heffner Davids Rozitis |

Tabela
| Lp. | Zespół     | M | Pkt | Z | Zd | Pd | P | G+ | G- | +/− |
| --- | ---------- | - | --- | - | -- | -- | - | -- | -- | --- |
| 1.  | Norwegia   | 5 | 15  | 5 | 0  | 0  | 0 | 19 | 8  | +11 |
| 2.  | Kazachstan | 5 | 9   | 3 | 0  | 0  | 2 | 14 | 11 | +3  |
| 3.  | Francja    | 5 | 7   | 2 | 0  | 1  | 2 | 16 | 14 | +2  |
| 4.  | Węgry      | 5 | 6   | 1 | 1  | 1  | 2 | 18 | 18 | 0   |
| 5.  | Dania      | 5 | 5   | 1 | 1  | 0  | 3 | 9  | 19 | -10 |
| 6.  | Słowenia   | 5 | 3   | 1 | 0  | 0  | 4 | 15 | 21 | -6  |

    = awans do Elity      = spadek do dywizji I, grupy B
Statystyki indywidualne
- Klasyfikacja strzelców:  Bence Horváth/ Emil Tavernier/ Roman Jermak: 4 gole[1]
- Klasyfikacja asystentów:  Zeteny Hadobas: 10 asyst[2]
- Klasyfikacja kanadyjska:  Zeteny Hadobas: 11 punktów[3]
- Klasyfikacja +/−:  Tobias Larsen: +8[4]
- Klasyfikacja skuteczności interwencji bramkarzy:  Roman Szefer: 92,80%[5]
- Klasyfikacja średniej goli straconych na mecz bramkarzy:  Markus Rohnebak Stensrud: 1,60[5]

Nagrody indywidualne
Dyrektoriat turnieju wybrał trójkę najlepszych zawodników na każdej pozycji:
- Bramkarz:  Markus Rohnebak Stensrud
- Obrońca:  Zeteny Hadobas
- Napastnik:  Matias Bachelet

Najlepsi zawodnicy każdej reprezentacji wybrani przez szkoleniowców ekip
 Kristers Steinbergs,  Antoine Keller,  Zeteny Hadobas,  Dinmuchamed Kaiyrżan,  Petter Vesterheim,  Matic Török

## Grupa B
Wyniki
| 11 grudnia 2022 | Korea Południowa | 3:5 | Japonia | Bytom Arena, Bytom |

| Szczegóły      | Szczegóły                                                | Szczegóły       | Szczegóły                                                                                                | Szczegóły                                                                                                |
| -------------- | -------------------------------------------------------- | --------------- | --- | --- |
| Godzina: 13:00 | H. Kang (EQ) 08:19 S.-Y. Kim (EQ) 18:17 J.Yoo (EQ) 58:02 | (2:1, 0:4, 1:0) | 14:18 (EQ) S. Koiwa 23:46 (EQ) S. Koiwa 25:35 (PP) Y. Taneichi 28:50 (PP) F. Suzuki 30:53 (EQ) F. Suzuki | Widzów: 70 Sędzia główny: Andreas Huber Troy Murray Sędziowie liniowi: Sebastian Bedynek Bama Kis-Király |
| Godzina: 13:00 | 10 min. kar                                              |                 | 8 min. kar                                                                                               | Widzów: 70 Sędzia główny: Andreas Huber Troy Murray Sędziowie liniowi: Sebastian Bedynek Bama Kis-Király |

| 11 grudnia 2022 | Polska | 4:3 pd. | Estonia | Bytom Arena, Bytom |

| Szczegóły      | Szczegóły                                                                             | Szczegóły            | Szczegóły                                                           | Szczegóły                                                                                                  |
| -------------- | ------------------------------------------------------------------------------------- | -------------------- | ------------------------------------------------------------------- | --- |
| Godzina: 16:30 | K. Maciaś (EQ) 30:39 A. Gromadzki (EQ) 31:45 K. Maciaś (EQ) 39:02 M. Kusak (PP) 62:31 | (0:0, 3:2, 0:1, 1:0) | 21:47 (PP) K. K. Jogi 24:23 (PP) E. Potsinok 51:37 (PP) E. Potsinok | Widzów: 1000 Sędzia główny: Omar Piniez Władimir Jefremow Sędziowie liniowi: Timur Iskakow Quentin Ugolini |
| Godzina: 16:30 | 12 min. kar                                                                           |                      | 18 min. kar                                                         | Widzów: 1000 Sędzia główny: Omar Piniez Władimir Jefremow Sędziowie liniowi: Timur Iskakow Quentin Ugolini |

| 11 grudnia 2022 | Włochy | 0:4 | Ukraina | Bytom Arena, Bytom |

| Szczegóły      | Szczegóły   | Szczegóły       | Szczegóły                                                                                    | Szczegóły                                                                                           |
| -------------- | ----------- | --------------- | -------------------------------------------------------------------------------------------- | --------------------------------------------------------------------------------------------------- |
| Godzina: 20:00 |             | (0:0, 0:3, 0:1) | 30:23 (EQ) B. Panasenko 30:55 (EQ) M. Sidorenko 33:40 (PP) D. Tracht 46:31 (EQ) M. Kowalczuk | Widzów: 120 Sędzia główny: Juraj Konc Jiří Ondráček Sędziowie liniowi: Peter Jedlička Andrzej Nenko |
| Godzina: 20:00 | 10 min. kar |                 | 8 min. kar                                                                                   | Widzów: 120 Sędzia główny: Juraj Konc Jiří Ondráček Sędziowie liniowi: Peter Jedlička Andrzej Nenko |

| 12 grudnia 2022 | Estonia | 1:2 | Korea Południowa | Bytom Arena, Bytom |

| Szczegóły      | Szczegóły              | Szczegóły       | Szczegóły                               | Szczegóły                                                                                           |
| -------------- | ---------------------- | --------------- | --------------------------------------- | --------------------------------------------------------------------------------------------------- |
| Godzina: 13:00 | E. Potsinok (EQ) 03:19 | (1:0, 0:2, 0:0) | 34:54 (EQ) H. Kang 38:02 (EQ) S.-Y. Kim | Widzów: 100 Sędzia główny: Juraj Konc Jiří Ondráček Sędziowie liniowi: Peter Jedlička Andrzej Nenko |
| Godzina: 13:00 | 10 min. kar            |                 | 12 min. kar                             | Widzów: 100 Sędzia główny: Juraj Konc Jiří Ondráček Sędziowie liniowi: Peter Jedlička Andrzej Nenko |

| 12 grudnia 2022 | Ukraina | 5:2 | Polska | Bytom Arena, Bytom |

| Szczegóły      | Szczegóły | Szczegóły       | Szczegóły                                | Szczegóły                                                                                                  |
| -------------- | --- | --------------- | ---------------------------------------- | --- |
| Godzina: 16:30 | D. Sibilewicz (PP) 01:54 S. Sadowikow (EQ) 02:19 S. Sadowikow (SH) 39:51 D. Korżylecky (EQ) 45:03 P. Atamańczuk (EQ) 48:35 | (2:0, 1:2, 2:0) | 29:07 (PP) M. Kusak 33:45 (PP) K. Maciaś | Widzów: 1000 Sędzia główny: Andreas Huber Troy Murray Sędziowie liniowi: Sebastian Bedynek Bama Kis-Király |
| Godzina: 16:30 | 20 min. kar |                 | 16 min. kar                              | Widzów: 1000 Sędzia główny: Andreas Huber Troy Murray Sędziowie liniowi: Sebastian Bedynek Bama Kis-Király |

| 12 grudnia 2022 | Japonia | 2:3 pd. | Włochy | Bytom Arena, Bytom |

| Szczegóły      | Szczegóły                              | Szczegóły            | Szczegóły                                                          | Szczegóły |
| -------------- | -------------------------------------- | -------------------- | ------------------------------------------------------------------ | --- |
| Godzina: 20:00 | K. Okubo (EQ) 08:38 J. Owa (PP2) 39:22 | (1:1, 1:0, 0:1, 0:1) | 03:43 (EQ) F. Rigoni 58:31 (EQ) L. Messner 63:43 (EQ) A. Segafredo | Widzów: 60 Sędzia główny: Paweł Kosidło Władimir Jefremow Sędziowie liniowi: Timur Iskakow Mateusz Kucharewicz |
| Godzina: 20:00 | 14 min. kar                            |                      | 14 min. kar                                                        | Widzów: 60 Sędzia główny: Paweł Kosidło Władimir Jefremow Sędziowie liniowi: Timur Iskakow Mateusz Kucharewicz |

| 14 grudnia 2022 | Korea Południowa | 4:6 | Włochy | Bytom Arena, Bytom |

| Szczegóły      | Szczegóły                                                                      | Szczegóły       | Szczegóły | Szczegóły                                                                                             |
| -------------- | ------------------------------------------------------------------------------ | --------------- | --- | --- |
| Godzina: 13:00 | H. Kang (EQ) 19:59 S.-Y. Kim (PP) 38:16 M. Kim (PP) 47:22 S.-Y. Kim (EQ) 48:23 | (1:0, 1:3, 2:3) | 34:11 (EQ) A. Segafredo 35:03 (EQ) T. Purdeller 36:48 (EQ) T. Galimberti 42:18 (EQ) A. Lobis 42:53 (EQ) L. Messner 55:42 (EQ) A. Segafredo | Widzów: 60 Sędzia główny: Andreas Huber Juraj Konc Sędziowie liniowi: Bama Kis-Király Quentin Ugolini |
| Godzina: 13:00 | 12 min. kar                                                                    |                 | 16 min. kar | Widzów: 60 Sędzia główny: Andreas Huber Juraj Konc Sędziowie liniowi: Bama Kis-Király Quentin Ugolini |

| 14 grudnia 2022 | Japonia | 7:3 | Polska | Bytom Arena, Bytom |

| Szczegóły      | Szczegóły | Szczegóły       | Szczegóły                                                          | Szczegóły                                                                                             |
| -------------- | --- | --------------- | ------------------------------------------------------------------ | --- |
| Godzina: 16:30 | F. Suzuki (PP) 17:48 S. Koiwa (EQ) 26:21 R. Morita (EQ) 30:54 T. Uschio (PP) 33:20 I. Takahashi (EQ) 44:01 Y. Ando (PP) 50:08 T. Uschio (EQ) 52:39 | (1:1, 3:1, 3:1) | 14:29 (PP) M. Kusak 37:43 (EQ) P. Ciepielewski 50:44 (EQ) P. Kusak | Widzów: 980 Sędzia główny: Troy Murray Omar Pinie Sędziowie liniowi: Sebastian Bedynek Peter Jedlička |
| Godzina: 16:30 | 6 min. kar |                 | 12 min. kar                                                        | Widzów: 980 Sędzia główny: Troy Murray Omar Pinie Sędziowie liniowi: Sebastian Bedynek Peter Jedlička |

| 14 grudnia 2022 | Ukraina | 3:2 | Estonia | Bytom Arena, Bytom |

| Szczegóły      | Szczegóły                                                                  | Szczegóły       | Szczegóły                                   | Szczegóły                                                                                                  |
| -------------- | -------------------------------------------------------------------------- | --------------- | ------------------------------------------- | --- |
| Godzina: 20:00 | M. Kowalczuk (EQ) 18:15 O. Dahnowskij (PP) 56:27 A. Hraboweckij (PP) 59:28 | (1:0, 0:2, 2:0) | 23:23 (EQ) M. Burkov 30:24 (PP) M. Turovski | Widzów: 90 Sędzia główny: Paweł Kosidło Jiří Ondráček Sędziowie liniowi: Mateusz Kucharewicz Andrzej Nenko |
| Godzina: 20:00 | 14 min. kar                                                                |                 | 16 min. kar                                 | Widzów: 90 Sędzia główny: Paweł Kosidło Jiří Ondráček Sędziowie liniowi: Mateusz Kucharewicz Andrzej Nenko |

| 16 grudnia 2022 | Estonia | 3:4 | Japonia | Bytom Arena, Bytom |

| Szczegóły      | Szczegóły                                                             | Szczegóły       | Szczegóły                                                                         | Szczegóły                                                                                          |
| -------------- | --------------------------------------------------------------------- | --------------- | --------------------------------------------------------------------------------- | -------------------------------------------------------------------------------------------------- |
| Godzina: 13:00 | D. Timofejev (PP) 13:12 D. Kontseus (EQ) 27:54 M. Potsinok (SH) 32:11 | (1:1, 2:2, 0:1) | 10:04 (PP) Y. Ando 32:42 (PP) R. Morita 38:17 (PP) K. Murase 50:03 (EQ) R. Morita | Widzów: 60 Sędzia główny: Andreas Huber Omar Pinie Sędziowie liniowi: Timur Iskakow Peter Jedlička |
| Godzina: 13:00 | 16 min. kar                                                           |                 | 16 min. kar                                                                       | Widzów: 60 Sędzia główny: Andreas Huber Omar Pinie Sędziowie liniowi: Timur Iskakow Peter Jedlička |

| 16 grudnia 2022 | Włochy | 2:1 | Polska | Bytom Arena, Bytom |

| Szczegóły      | Szczegóły                                     | Szczegóły       | Szczegóły            | Szczegóły                                                                                                |
| -------------- | --------------------------------------------- | --------------- | -------------------- | --- |
| Godzina: 16:30 | A. Lobis (EQ) 37:17 F. Gschliesser (PP) 45:26 | (0:0, 1:0, 1:1) | 43:17 (EQ) K. Maciaś | Widzów: 870 Sędzia główny: Juraj Konc Jiří Ondráček Sędziowie liniowi: Sebastian Bedynek Quentin Ugolini |
| Godzina: 16:30 | 10 min. kar                                   |                 | 10 min. kar          | Widzów: 870 Sędzia główny: Juraj Konc Jiří Ondráček Sędziowie liniowi: Sebastian Bedynek Quentin Ugolini |

| 16 grudnia 2022 | Ukraina | 7:1 | Korea Południowa | Bytom Arena, Bytom |

| Szczegóły      | Szczegóły | Szczegóły       | Szczegóły            | Szczegóły |
| -------------- | --- | --------------- | -------------------- | --- |
| Godzina: 20:00 | A. Hraboweckij (PP) 04:24 I. Dubski (EQ) 25:16 A. Hraboweckij (PP) 36:20 S. Sadowikow (PP) 38:43 A. Hraboweckij (EQ) 45:45 D. Tracht (EQ) 50:16 D. Tracht (PP) 55:09 | (1:0, 3:1, 3:0) | 39:59 (PP) S.-Y. Kim | Widzów: 120 Sędzia główny: Paweł Kosidło Władimir Jefremow Sędziowie liniowi: Bama Kis-Király Mateusz Kucharewicz |
| Godzina: 20:00 | 12 min. kar |                 | 16 min. kar          | Widzów: 120 Sędzia główny: Paweł Kosidło Władimir Jefremow Sędziowie liniowi: Bama Kis-Király Mateusz Kucharewicz |

| 17 grudnia 2022 | Estonia | 2:1 | Włochy | Bytom Arena, Bytom |

| Szczegóły      | Szczegóły                                    | Szczegóły       | Szczegóły               | Szczegóły                                                                                                 |
| -------------- | -------------------------------------------- | --------------- | ----------------------- | --- |
| Godzina: 13:00 | E. Nevolainen (EQ) 28:56 R. Velja (EQ) 31:53 | (0:0, 2:1, 0:0) | 39:32 (EQ) A. Segafredo | Widzów: 70 Sędzia główny: Paweł Kosidło Troy Murray Sędziowie liniowi: Peter Jedlička Mateusz Kucharewicz |
| Godzina: 13:00 | 4 min. kar                                   |                 | 6 min. kar              | Widzów: 70 Sędzia główny: Paweł Kosidło Troy Murray Sędziowie liniowi: Peter Jedlička Mateusz Kucharewicz |

| 17 grudnia 2022 | Polska | 11:2 | Korea Południowa | Bytom Arena, Bytom |

| Szczegóły      | Szczegóły | Szczegóły       | Szczegóły                            | Szczegóły |
| -------------- | --- | --------------- | ------------------------------------ | --- |
| Godzina: 16:30 | M. Kusak (EQ) 07:11 K. Maciaś (EQ) 16:16 K. Sterbenz (EQ) 17:48 K. Maciaś (PP) 20:33 K. Maciaś (PP) 22:09 K. Sterbenz (PP) 23:22 J. Ślusarczyk (SH) 31:16 A. Menc (EQ) 49:16 K. Maciaś (EQ) 51:04 M. Kusak (EQ) 56:50 S. Maćkowski (EQ) 56:55 | (3:0, 4:1, 4:1) | 24:24 (PP) Park M. 42:26 (EQ) M. Kim | Widzów: 1000 Sędzia główny: Jiří Ondráček Władimir Jefremow Sędziowie liniowi: Sebastian Bedynek Quentin Ugolini |
| Godzina: 16:30 | 14 min. kar |                 | 20 min. kar                          | Widzów: 1000 Sędzia główny: Jiří Ondráček Władimir Jefremow Sędziowie liniowi: Sebastian Bedynek Quentin Ugolini |

| 17 grudnia 2022 | Japonia | 7:4 | Ukraina | Bytom Arena, Bytom |

| Szczegóły      | Szczegóły | Szczegóły       | Szczegóły                                                                                    | Szczegóły                                                                                            |
| -------------- | --- | --------------- | -------------------------------------------------------------------------------------------- | --- |
| Godzina: 20:00 | R. Morita (EQ) 13:51 F. Suzuki (EQ) 21:43 Y. Toko (PP) 22:51 K. Murase (EQ) 26:47 T. Uschio (EQ) 33:28 R. Morita (PP2) 46:13 J. Kasai (PP) 46:47 | (1:1, 4:0, 2:3) | 09:28 (EQ) I. Dubski 43:10 (EQ) M. Sidorenko 47:16 (EQ) M. Sidorenko 57:57 (EQ) M. Sidorenko | Widzów: 750 Sędzia główny: Andreas Huber Juraj Konc Sędziowie liniowi: Bama Kis-Király Andrzej Nenko |
| Godzina: 20:00 | 8 min. kar |                 | 18 min. kar                                                                                  | Widzów: 750 Sędzia główny: Andreas Huber Juraj Konc Sędziowie liniowi: Bama Kis-Király Andrzej Nenko |

Tabela
| Lp. | Zespół           | M | Pkt | Z | Zd | Pd | P | G+ | G- | +/− |
| --- | ---------------- | - | --- | - | -- | -- | - | -- | -- | --- |
| 1.  | Japonia          | 5 | 13  | 4 | 0  | 1  | 0 | 25 | 16 | +9  |
| 2.  | Ukraina          | 5 | 12  | 4 | 0  | 0  | 1 | 23 | 12 | +11 |
| 3.  | Włochy           | 5 | 8   | 2 | 1  | 0  | 2 | 12 | 13 | -1  |
| 4.  | Polska           | 5 | 5   | 1 | 1  | 0  | 3 | 21 | 19 | +2  |
| 5.  | Estonia          | 5 | 4   | 1 | 0  | 1  | 3 | 11 | 14 | -3  |
| 6.  | Korea Południowa | 5 | 3   | 1 | 0  | 0  | 4 | 12 | 30 | -18 |

    = awans do dywizji I, grupy A      = spadek do dywizji II, grupy A
Statystyki indywidualne
- Klasyfikacja strzelców:  Krzysztof Maciaś: 7 goli[8]
- Klasyfikacja asystentów:  Kotaro Murase: 8 asyst[9]
- Klasyfikacja kanadyjska:  Krzysztof Maciaś: 10 punktów[10]
- Klasyfikacja +/−:  Alessandro Segafredo,  Iwan Szamardin: +7[11]
- Klasyfikacja skuteczności interwencji bramkarzy:  Damian Clara: 91,67%[12]
- Klasyfikacja średniej goli straconych na mecz bramkarzy:  Hlib Arcatbanow: 2,44

Nagrody indywidualne
Dyrektoriat turnieju wybrał trójkę najlepszych zawodników na każdej pozycji:
- Bramkarz:  Damian Clara
- Obrońca:  Owa Junya
- Napastnik:  Danyło Korżyłecki

Najlepsi zawodnicy każdej reprezentacji wybrani przez szkoleniowców ekip
 Erik Potsinok,  Kotaro Murase,   Jeongwon Yang,   Krzysztof Maciaś,  Ołeksij Dachnowski,  Damian Clara